# Natuurreservaten Aïr en Ténéré
De Natuurreservaten Aïr en Ténéré zijn twee overlappende natuurreservaten in Niger. Samen zijn deze natuurreservaten ingeschreven op de UNESCO-Werelderfgoedlijst sinds 1991. Het omvat de oostelijke helft van het Aïrgebergte en de westelijke deen van de Ténéréwoestijn.
Het UNESCO-werelderfgoed van de natuurreservaten van Aïr en Ténéré werd in 1991 ingeschreven en in 1992 aangewezen als bedreigde locatie. Het werd aangewezen onder criteria vii, ix, x. Het hele reservaat beslaat 77.360 vierkante kilometer en is daarmee het op één na grootste natuurreservaat in Afrika en het op drie na grootste ter wereld. De werelderfgoedinschrijving omvat twee delen:
Aïr and Ténéré National Nature Reserve
IUCN Type IV (biotoop)
Opgericht op 1 januari 1988
64.560 km²
Aïr and Ténéré Addax Sanctuary
IUCN Type Ia (natuurreservaat)
Opgericht op 1 januari 1988
12.800 km²
In 2023 meldde UNESCO dat het reservaat werd bedreigd door burgerlijke onrust en mijnbouw. Hoewel illegale activiteiten het reservaat blijven bedreigen, heeft lokale betrokkenheid geholpen om het goudpannen onder controle te krijgen.
Het UNESCO-rapport van 2023 vertelde over vier ecologische missies. Deze missies bevestigden dat er nog steeds damagazellen, dorcasgazellen en manenschapen in het reservaat aanwezig waren. De addax is al 20 jaar niet meer gezien. Wat vogels betreft, zijn er 50 soorten waargenomen, waarbij het aantal Nubische trappen sterk is afgenomen. Bij de eerste UNESCO-opname werden daarentegen 165 vogelsoorten waargenomen. De afnemende biodiversiteit in het reservaat is een van de redenen waarom het op de lijst van Werelderfgoed in gevaar staat, vanwege het belang van de vlaggenschipsoorten voor de “uitzonderlijke universele waarde” van de site.

## Geografie
Aïr is geografisch gezien een eiland met fauna en flora van het Sahel-achtige type, geïsoleerd in een Saharawoestijnomgeving. Het vormt dan ook een geheel van uitzonderlijke relict-ecosystemen in combinatie met berg- en vlaktenlandschappen van uitzonderlijk belang en esthetische waarde, wat de opname op de werelderfgoedlijst van UNESCO rechtvaardigt.
De levende duinen van de Ténéré veranderen het landschap snel door verplaatsing en afzetting van zand. De regio bevat bergen van blauw marmer die een uniek esthetisch belang vertegenwoordigen in deze omgeving.

## Important Bird Area
Het park is aangewezen als Important Bird Area door BirdLife International vanwege het belang voor significante populaties van de volgende vogelsoorten:
- Bruingele babbelaar (Argya fulva)
- Bruinruggoudmus (Passer luteus)
- Geelborstbaardvogel (Trachyphonus margaritatus)
- Izabeltortel (Streptopelia roseogrisea)
- Kleine grijze specht (Dendropicos elachus)
- Krekelprinia (Spiloptila clamans)
- Kroonzandhoen (Pterocles coronatus)
- Lichtensteins zandhoen (Pterocles lichtensteinii)
- Nubische trap (Neotis nuba)
- Roodbuikglansspreeuw (Lamprotornis pulcher)
- Rosse woestijnleeuwerik (Ammomanes cinctura)
- Sahelzandhoen (Pterocles senegallus)
- Vale rotszwaluw (Ptyonoprogne obsoleta)
- Witbandleeuwerik (Alaemon alaudipes)
- Witkruintapuit (Oenanthe leucopyga)
- Woestijnleeuwerik (Ammomanes deserti)
- Woestijnmus (Passer simplex)
- Woestijnoehoe (Bubo ascalaphus)
- Woestijnvalk (Falco concolor)
- Woestijnvink (Bucanetes githagineus)
- Zwarte waaierstaart (Cercotrichas podobe)
- Zwartstaart (Oenanthe melanura)